# Müritzeum
Das Müritzeum in Waren (Müritz) ist ein Museum und zugleich auch ein zentraler Punkt im Landschaftsgebiet der Mecklenburgischen Seenplatte, an dem man Natur unmittelbar erleben kann. Auf etwa 2.300 m² werden Ausstellungen zu Natur und Umwelt, zur Landes- und Sammlungsgeschichte gezeigt. Das Müritzeum besteht aus den Bereichen Vogelwelt, Wald und Natur, Aquarienlandschaft und einem Museumsgarten.
Die Naturhistorischen Landessammlungen für Mecklenburg-Vorpommern sind Bestandteil der am 1. Januar 2007 in Waren gegründeten MÜRITZEUM gGmbH. Die Anfänge der Sammlungen gehen auf eine Museumsstiftung aus dem Jahre 1866 zurück. Sie dokumentieren die Flora, Fauna und Geologie des mecklenburg-vorpommerschen Binnenlandes und umfassen mehr als 285.000 Sammlungsbelege.

## Konzept
Mit dem Projekt „Müritzeum“ war die Umgestaltung und Einbindung des bestehenden Müritz-Museums mit seinem Müritz-Aquarium und den naturhistorischen Landessammlungen verbunden. Es entstand ein Anziehungspunkt in der Region, der sowohl den Besuchern als auch den Einheimischen die Natur- und Kulturgeschichte der Mecklenburgischen Seenplatte und des Landes Mecklenburg-Vorpommern nahebringt. Besuchern der Region bietet das Müritzeum außerdem umfangreiche Informationen zu aktuellen kulturellen und touristischen Angeboten in der Mecklenburgischen Seenplatte und im Müritz-Nationalpark.
Am 14. Dezember 2005 fand die Grundsteinlegung für ein neues Ausstellungsgebäude statt, das das schwedische Architektenbüro von Gert Wingårdh (Göteborg) entworfen hatte. Es handelt sich um ein außergewöhnliches Bauwerk, dessen Fassade mit angekohltem Lärchenholz verkleidet wurde. Am 2. August 2007 erfolgte die Eröffnung des neuen Hauses, nachdem bereits ein Jahr zuvor das sanierte historische Museumsgebäude mit einer neuen Ausstellung der Öffentlichkeit übergeben werden konnte. Die Ausstellungsfläche beträgt etwa 2.300 m².
Im Haus der 1000 Seen wurde mit dem Süßwasseraquarium, dem größten Spezialaquarium für heimische Fische in Deutschland, eine besondere Attraktion geschaffen.

Logo

Das Konzept der Ausstellung beruht auf dem spielerischen und interaktiven wissenschaftlich fundierten Umgang mit den Themen Natur und Landesgeschichte.
Die modern gestaltete Dauerausstellung im historischen Gebäude, dem Haus der Sammlungen, erzählt die Geschichte des Museums und informiert über den Sammlungsbestand.

## Beschreibung

### Aquarium
Auf einer ganzen Etage des neuen Ausstellungsgebäudes, dem Haus der 1000 Seen, werden in 26 Becken mit ca. 200.000 l Fassungsvermögen etwa 50 Fischarten sowie Krebse und andere Wasserbewohner gezeigt. Im Mittelpunkt steht das 105.000 Liter fassende Tiefenbecken, das mit je einem Schwarm der Großen und der Kleinen Maräne besetzt ist. Die typischen Fische der Flüsse und Bäche werden in einem nachgestalteten Flusslauf vorgestellt. Hierunter sind auch Störe; diese Fischart ist vom Aussterben bedroht. Mit Nachzuchtprogrammen sollen die beiden ehemals in der Nord- und Ostsee häufig vorkommenden Störarten wieder angesiedelt werden. Im Müritzeum ist der Amerikanisch Atlantische Stör (Acipenser oxyrinchus) und seit dem 7. September 2015 als neue Art auch der Europäisch Atlantische Stör (Acipenser sturio) zu sehen. Darüber hinaus werden drei weitere Störarten gezeigt.
Von 2014 bis zu seinem Tod im November 2016 wurde ein „goldener“ Hecht in einem Sonderbecken gehalten, der aus dem Malchiner See stammte. Die goldene Farbe ist eine seltene Störung der Biosynthese, auch bekannt als Albinismus.

### Ausstellung
In der interaktiven Ausstellung gibt es neben Textinformationen auch zahlreiche Tierpräparate, kurze Filme und Tierstimmen. Geologische Objekte laden zum „Begreifen“ der Natur ein. Es gibt einen nachgebildeten Stamm einer 1000-jährigen Ivenacker Eiche.

### Museumsgarten und Herrensee
Der Museumsgarten mit einer Fläche von zwei Hektar erstreckt sich rund um den Herrensee und verbindet die beiden Ausstellungshäuser. Hier gibt es alte Bäume, beispielsweise eine rund 1000-jährige Eiche, eine Vielzahl frei lebender Tiere, geologische und historische Sammlungsobjekte, eine Schaubeute mit Honigbienen sowie Ausstellungsstücke zur Imkerei.

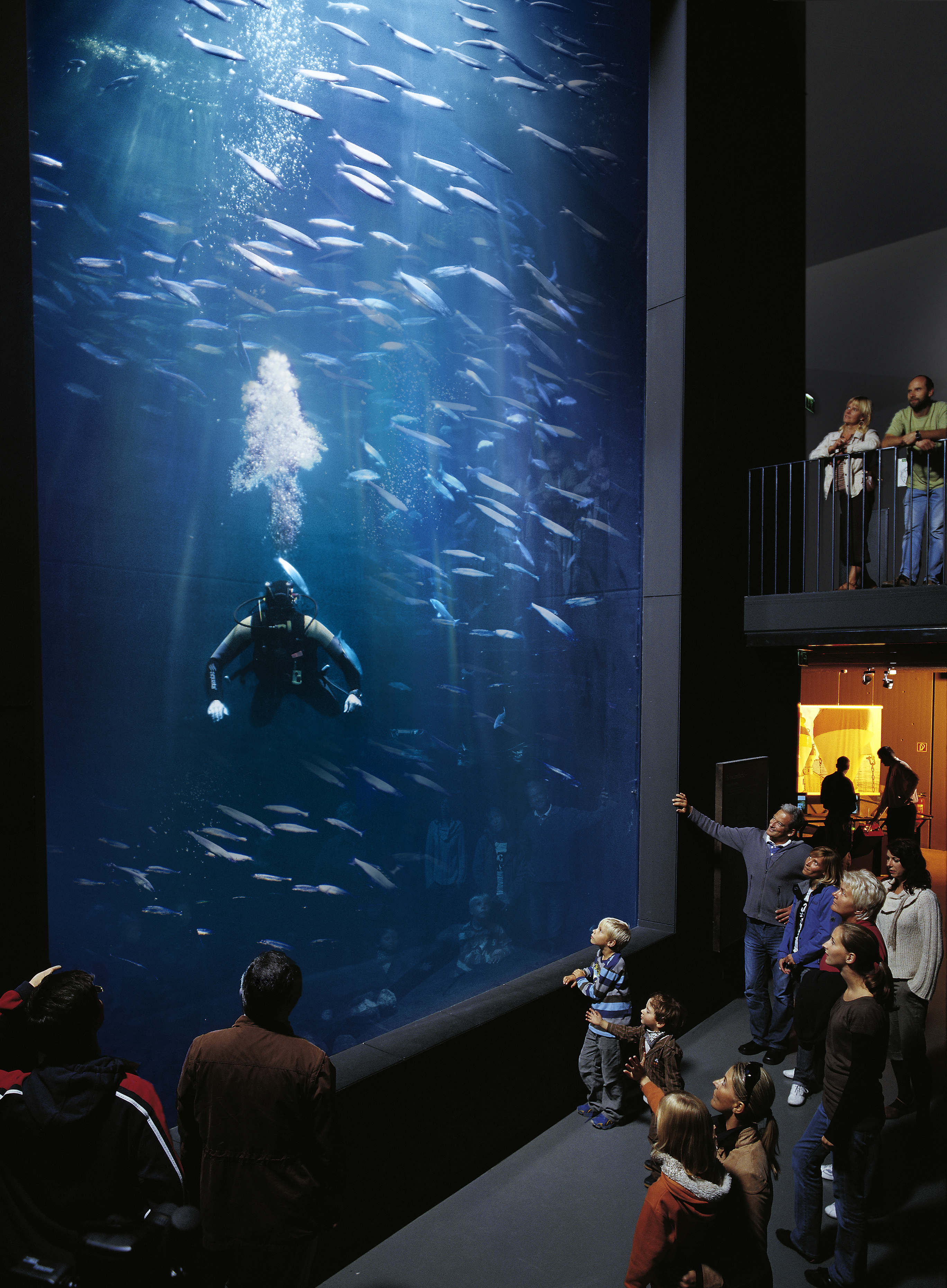
Taucher im Tiefenbecken
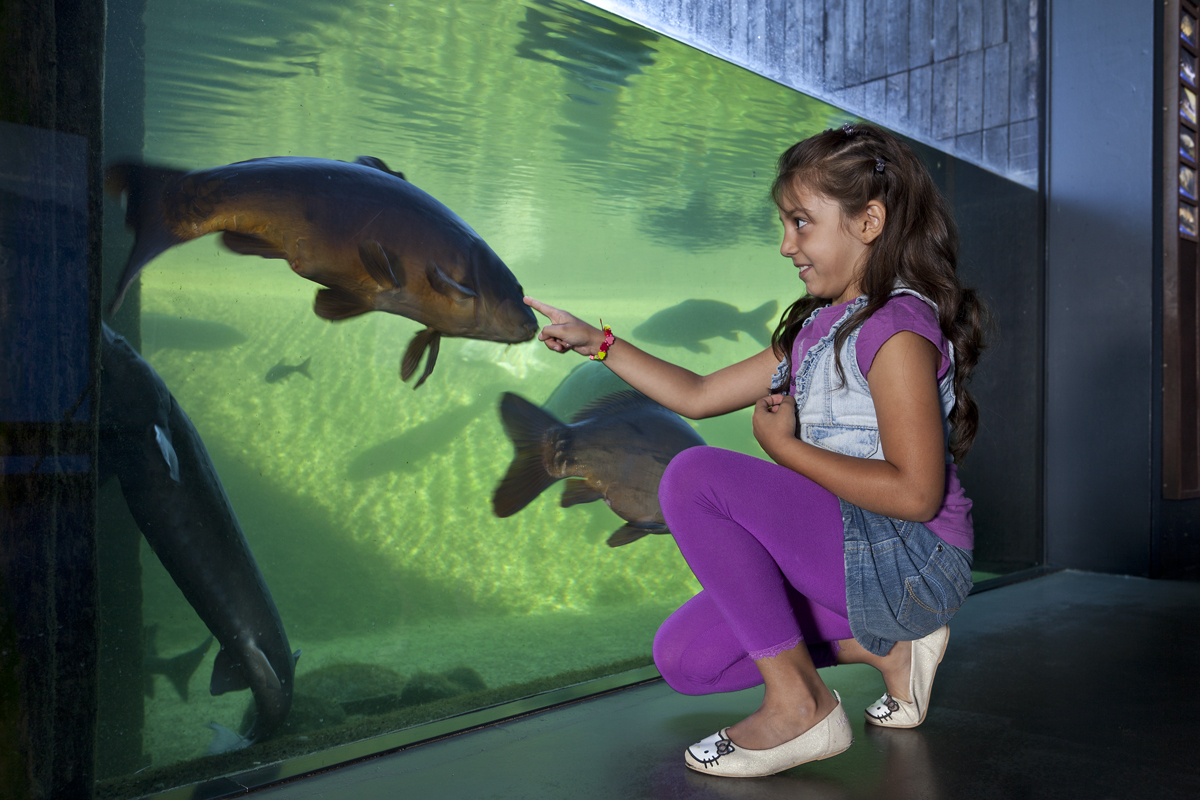
Glaswand des Teiches
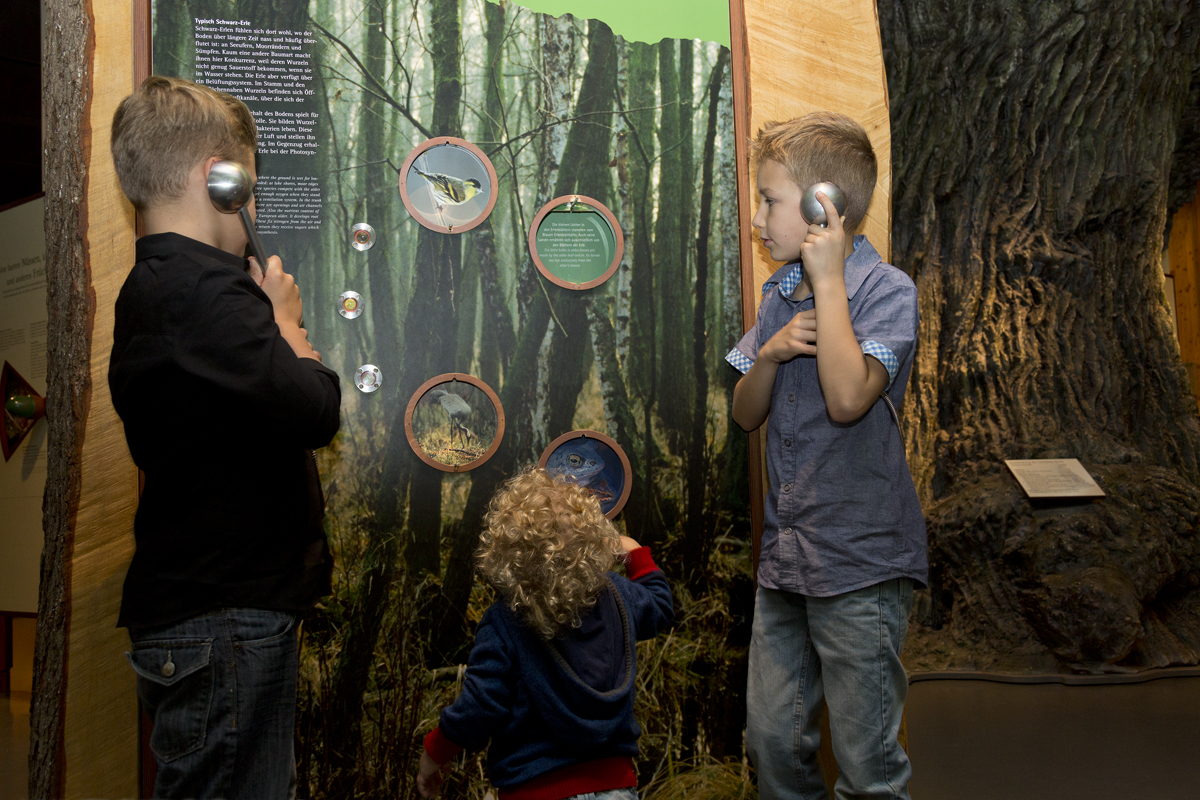
Wald
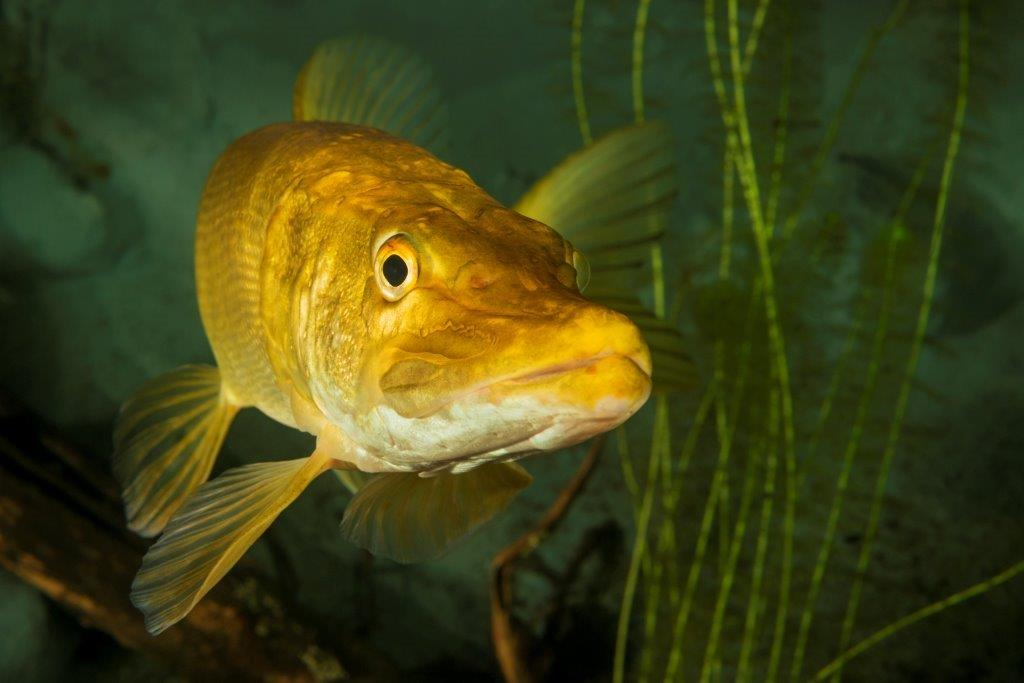
Goldener Hecht

## Geschichte und Entwicklung

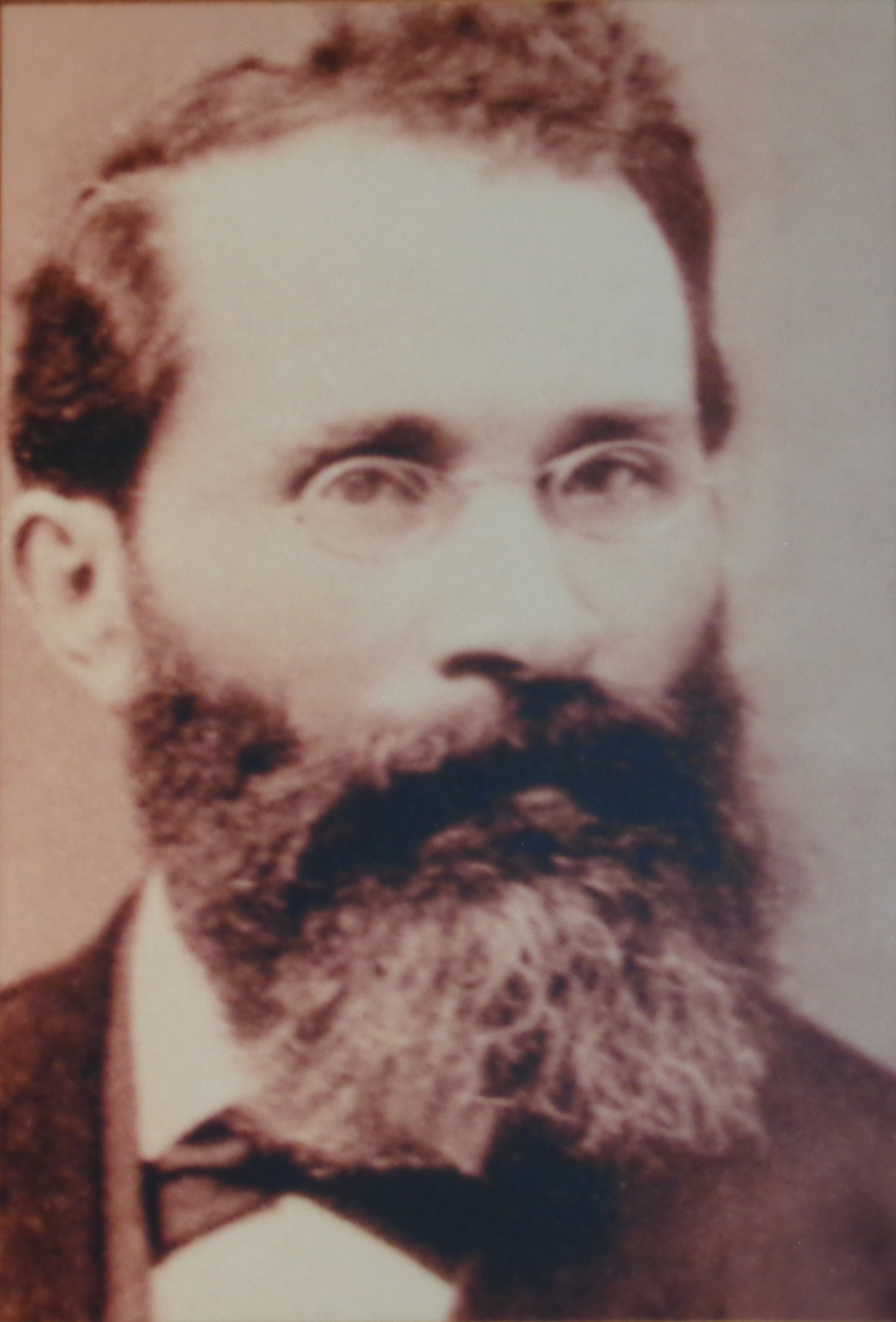
Carl Struck

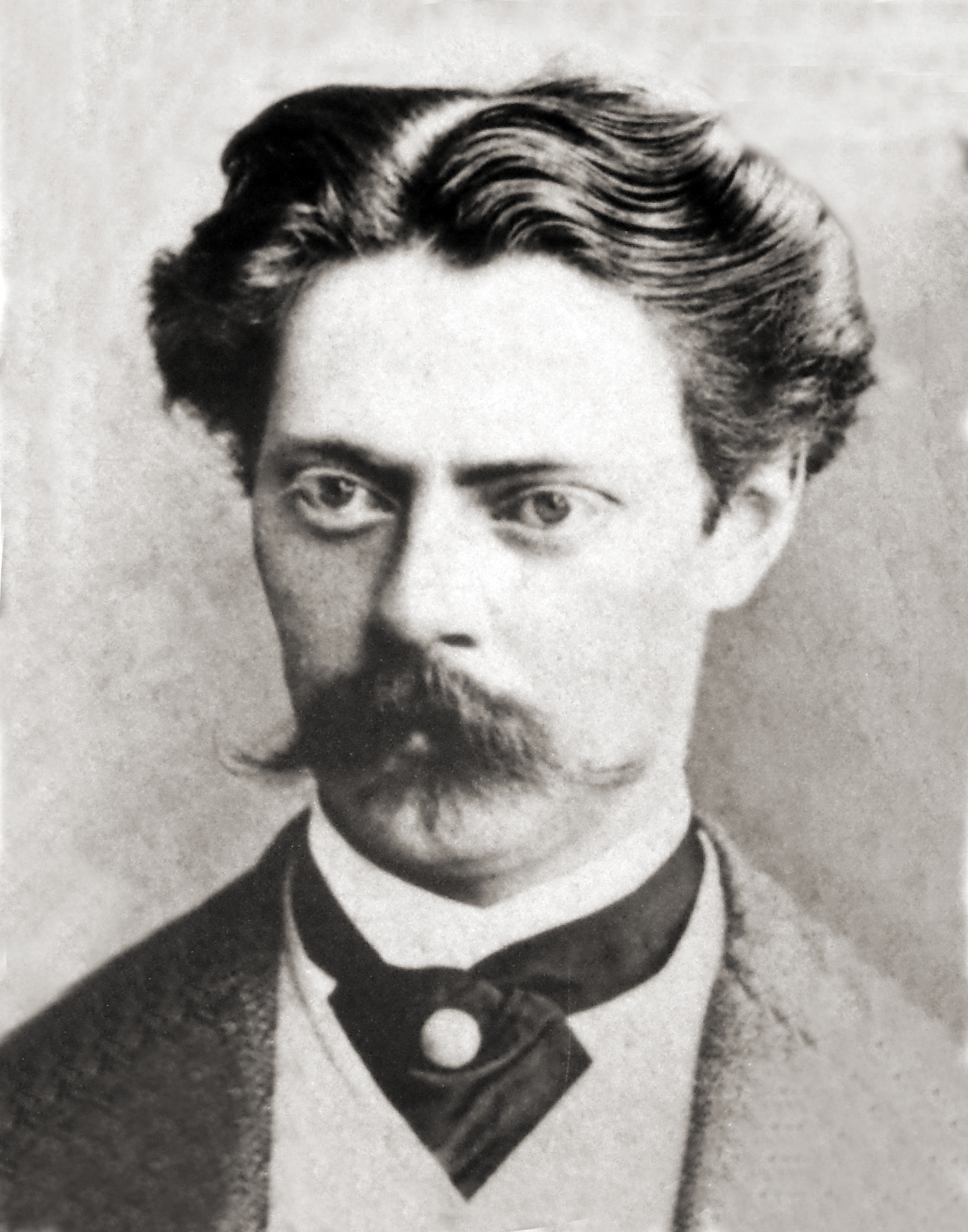
Hermann v. Maltzan

Im Jahr 1866 gründete Hermann von Maltzan das von MALTZAN’SCHE Naturhistorische Museum für Mecklenburg in Waren. Es entstand das erste öffentliche naturkundliche Museum im Großherzogtum Mecklenburg-Schwerin. Maltzan konnte den Warener Lehrer Carl Struck als ehrenamtlichen Kurator und Leiter des Museums gewinnen. Beide waren Mitglieder im Verein der Freunde der Naturgeschichte in Mecklenburg. Hier knüpften sie Verbindungen zu den Sammlern und Naturforschern Mecklenburgs. Von ihnen erhielt das Museum in den folgenden Jahrzehnten zahlreiche Sammlungen und wertvolle Einzelbelege. So entwickelte sich bereits im 19. Jahrhundert ein beachtlicher naturwissenschaftlicher Sammlungsbestand. Im jährlich erscheinenden Archiv des Vereins der Freunde der Naturgeschichte in Mecklenburg wurde regelmäßig über die Fortschritte des Museums berichtet und zu weiterer Unterstützung aufgerufen.

### Maltzaneum
1884 wurde mit Unterstützung der Stadt Waren ein Museumsgebäude errichtet. Der Verkauf des Hauses im Jahr 1919 und die provisorische Unterbringung der Sammlungen an verschiedenen Orten unterbrachen die kontinuierliche Arbeit. Durch das große Engagement der Vereinigung für Heimatschutz in Waren erhielt das Maltzaneum 1929 Räume im Gebäude der ehemaligen Bürgerschule. Die Sammlungen wurden über viele Jahre durch einige Mitglieder der Vereinigung ehrenamtlich betreut.
Der Zweite Weltkrieg und die Nachkriegszeit hinterließen ihre Spuren in den Sammlungen. Noch in den letzten Kriegstagen lagerten mehrere Museen wertvolle Sammlungen in das Schloss Sophienhof bei Waren aus. Auch das Maltzaneum musste Präparate aus der Vogelsammlung hier deponieren. Das Schloss und nahezu alle Sammlungen wurden durch Brandstiftung zerstört. Einige Verluste nach dem Krieg waren vor allem auf fehlende Vitrinenscheiben und den Mangel an Heizmaterial zurückzuführen.
Der Entomologe Carl Hainmüller (1875–1956) leitete das Museum von 1927 bis 1929 ehrenamtlich, von 1946 bis 1948 hauptamtlich. Ihm ist die umfassende Erweiterung und Neuordnung der Insektensammlung sowie der Aufbau einer Fachbibliothek zu verdanken. Karl Bartels (1884–1957), Ornithologe und ab 1923 Naturschutzbeauftragter und Denkmalpfleger für Vorgeschichte des Landkreises Waren, betreute zunächst ehrenamtlich die Vogelsammlung. Von 1948 bis 1956 war er Museumsleiter.

### Müritz-Museum
1957 wurde das Naturhistorische Museum (Maltzaneum) mit dem ebenfalls seit 1929 im selben Haus untergebrachten Heimatmuseum unter dem Namen Müritz-Museum vereint. In den folgenden Jahren wurde vor allem die Arbeit der Historischen Abteilung auf den Gebieten der Heimat- und Agrargeschichte Mecklenburgs sowie der Geschichte der Arbeiterbewegung stark gefördert. Im Mittelpunkt der Arbeit der Naturwissenschaftlichen Abteilung standen vor allem Bildungsaufgaben sowie ein besonderes Engagement im Naturschutz. Es wurde mit der Umgestaltung der Ausstellungen begonnen. Nach 1973 erhielt das Museum den Status eines Spezialmuseums für Landeskultur, Naturschutz und Umwelt. Durch den Wechsel der Museumsleitung erhielt die naturwissenschaftliche Sammlungs- und Forschungsarbeit neue Impulse. Es begann der Prozess einer Rückbesinnung auf die besondere Bedeutung der Naturhistorischen Landessammlungen. Am 24. Juni 1982 wurde unter der Brücke am Herrensee ein Aquarium eröffnet.
Eine 1982 begonnene Sanierung des Museumsgebäudes dauerte bis 1991 und war mit starken Einschränkungen in der Sammlungsarbeit verbunden. Nach der Wiedereröffnung des Hauses wurde die begonnene Profilierung des Museums mit der Ausgliederung der historischen Sammlungen des ehemaligen Heimatmuseums sowie der ur- und frühgeschichtlichen Sammlungen abgeschlossen. Das Müritz-Museum konnte sich nun mit Recht Naturhistorisches Landesmuseum für Mecklenburg-Vorpommern nennen und damit wieder auf die Tradition und Bedeutung der Sammlungen verweisen. Erweiterte Magazinräume sowie eine neue Präparationswerkstatt räumten der Fortsetzung der Sammlungsarbeit neue Möglichkeiten ein. Es wurde mit dem Aufbau computergestützter Sammlungsdatenbanken begonnen. Durch eigene Aufsammlungen, Neupräparationen und Schenkungen vergrößerte sich der Sammlungsbestand beträchtlich.

### Müritzeum
2005 begann mit einer erneuten Sanierung und Umgestaltung des historischen Museumsgebäudes zum Haus der Sammlungen, die erste Phase des Projektes MÜRITZEUM. Der Bau eines zweiten großen Ausstellungsgebäudes folgte ab 2006. Mit der Gründung der MÜRITZEUM gGmbH am 1. Januar 2007 wurden die Naturhistorischen Landessammlungen, die jedoch weiterhin in Trägerschaft des Landkreises blieben, Bestandteil des MÜRITZEUMS. Im August 2007 konnte mit der Eröffnung der Ausstellungen im „Haus der 1000 Seen“ das Projekt erfolgreich abgeschlossen werden. Dabei wurde auch das Aquarium in das neue Gebäude verlegt. 2018 wurde das Müritzeum umgebaut und auf dem „neuesten“ Stand gebracht und zeigt jetzt mitunter die Buchenwälder der Serrahnerberge die im Juni 2011 im UNESCO-Welterbe aufgenommen wurden.

## Naturhistorische Landessammlungen für Mecklenburg-Vorpommern
In nahezu 150 Jahren wurden im Naturhistorischen Museum in Waren mehr als 285.000 Exponate zur Landesnatur Mecklenburg-Vorpommerns in den botanischen, zoologischen und geologischen Sammlungen zusammengetragen. Durch eigene Sammeltätigkeit, die Einlieferung und Präparation von Totfunden sowie die Übernahme von Sammlungsnachlässen und Schenkungen wächst der Sammlungsbestand ständig.
Von besonderer Bedeutung ist die Vogelsammlung, die derzeit mehr als 3.030 Standpräparate und Bälge, 4.115 Gelege mit mehr als 11.100 Vogeleiern, 696 Rupfungen und rund 300 Skelette enthält. Es sind nahezu alle Brutvogelarten Mecklenburg-Vorpommerns vertreten, aber auch solche Arten, die als Durchzügler oder Irrgäste nachgewiesen wurden. Weitere Sammlungsschwerpunkte sind das Herbar mit rund 41.000 Pflanzenbelegen, die Molluskensammlung mit Originalbelegen von Hermann von Maltzan sowie die ca. 175.000 Belege umfassende Sammlung heimischer Insekten.
Eine gut ausgestattete Präparationswerkstatt und ein Fachpräparator sind die Grundlagen zur konservatorischen Betreuung der Sammlungen. In Zusammenarbeit mit Fachspezialisten sowie Wissenschaftlern von Universitäten, Museen und wissenschaftlicher Institutionen konnten verschiedene Sammlungen wissenschaftlich bearbeitet und erschlossen werden. Es erfolgt schrittweise eine digitale Erfassung der Sammlungsdaten.
Neben den naturwissenschaftlichen Sammlungen entwickelte sich ein umfangreicher Bestand an Fotografien, Kartenwerken, Dokumenten und vielfältigen Archivalien. Eine Fachbibliothek mit den Schwerpunkten Naturkunde und Mecklenburgica entstand durch Schenkungen, Ankäufe und Sammlernachlässe. Mehr als 100 Periodika und eine Sonderdrucksammlung stehen für die wissenschaftliche Arbeit zur Verfügung.